# Isabelle Santiago
Pour les articles homonymes, voir Santiago (homonymie).
Isabelle Santiago, née le 20 septembre 1965 à Neuilly-sur-Seine, est une femme politique française, députée depuis 2020.

## Biographie
Conseillère municipale puis adjointe au maire d'Alfortville, elle est élue en mars 2011, conseillère générale du canton d'Alfortville-Sud. En octobre suivant, elle succède à Luc Carvounas comme conseillère générale, cette fois dans le canton voisin d'Alfortville-Nord. Elle est conseillère départementale du Val-de-Marne depuis le 2 avril 2015, élue dans le canton d'Alfortville. Elle est, jusqu'à son élection à l'Assemblée nationale, 5e vice-présidente du conseil départemental, chargée de la protection de l'enfance et de l'adolescence.
Le 27 septembre 2020, elle est élue députée de la 9e circonscription du Val-de-Marne lors d'une élection législative partielle. Elle rejoint le groupe socialiste et apparentés. Elle succède ainsi à Luc Carvounas, qui ne pouvait rester député après son élection de maire d'Alfortville.
En 2022, elle est réélue avec 68 % des voix face au candidat LREM Jonathan Rosenblum.
En 2024, lors des élections législatives suivant la dissolution de l'Assemblée nationale, elle est réélue dès le premier tour dans sa circonscription avec 58,09 % des voix.